# 블라카리 구드뢰드손
블라카리 구드뢰드손(고대 노르드어: Blákári Guðrøðsson), 게일어로는 블라카러 막 고프리흐(아일랜드어: Blácaire mac Gofrith, ? ~ 948년)는 10세기 더블린 왕국의 왕이다. 구드뢰드 우어 이바르의 아들이며 10세기 브리튼 제도의 노르드인 지배 지역을 호령한 이바르 왕가 시조 이바르의 증손자이다.
《클루언므힉노스의 연대기》에 따르면, 940년 더블린 왕 올라프 크바란(블라카리와 사촌지간)이 요르비크의 왕 올라프 구드뢰다르손(블라카리와 형제지간)을 돕기 위해 브리튼 섬으로 건너가자 블라카리가 더블린을 맡아 다스리게 되었다. 이듬해 올라프 구드뢰다르손이 죽자 올라프 크바란은 요르비크에 눌러앉아 차기 국왕이 되었고, 블라카리가 더블린의 왕이 되었다. 왕이 된 블라카리의 첫 활동은 에린 섬 북부를 공격하는 것이었다. 943년 2월 26일 블라카리가 이끄는 노르드인들은 아마 시 근교에서 미르케르타흐 막 넬의 군대와 싸워 이기고 미르케르타흐를 죽였다. 아마 시는 다음날 약탈되었다.
944년 크너우의 왕 콩갈라흐 막 말 미힝이 라긴 왕과 함께 더블린을 공략해 함락시켰다. 《스코틀랜드 편년사》에 따르면 성을 지키던 이방인(노르드인) 4백 명이 죽었으며, 게일 군대는 보물과 보석을 약탈하고 감옥에 갇힌 이들을 풀어주었다. 같은 해 올라프 크바란과 블라카리의 형제 로근발드 구드뢰다르손이 요르비크에서 축출되었다. 이들은 아마 이스트라드클루드와의 전쟁에서 패한 것으로 생각된다. 올라프 크바란은 945년 에린으로 도망가 블라카리에게서 더블린 왕위를 빼앗았다. 한편 로근발드 구드뢰다르손은 요르비크를 탈환하려고 싸우다 죽었다.
올라프는 크너우의 콩갈라흐와 동맹을 맺었으나 947년 발러흘라너에서 지고왕 루어드리 우어 카난난에게 결정적 패배를 당했다. 덕분에 블라카리는 더블린에 대한 지배권을 되찾았다. 블라카리가 죽은 뒤에는 올라프 크라반의 형제 구드뢰드 시그트뤼그손이 왕위를 계승했다.

## 참고 자료
- Downham, Clare (2007), 《Viking Kings of Britain and Ireland: The Dynasty of Ívarr to A.D. 1014》, Edinburgh: Dunedin, ISBN 978-1-903765-89-0
- Hudson, Benjamin (2005), 《Viking Pirates and Christian Princes: Dynasty, Religion, and Empire in the North Atlantic》, New York: Oxford University Press, ISBN 0-19-516237-4
- Woolf, Alex (2007), 《From Pictland to Alba, 789–1070》, The New Edinburgh History of Scotland, Edinburgh: Edinburgh University Press, ISBN 978-0-7486-1234-5

| 올라프 구드프리다르손 | 제10대 더블린 국왕 941년–945년 | 올라프 크바란 |

| 올라프 크바란 | 제12대 더블린 국왕 947년–948년 | 구드뢰드 시그트뤼그손 |